# 이시즈카 구니오
이시즈카 구니오(일본어: 石塚 邦雄, 1949년 9월 11일 ~ )는 일본의 기업인이며 미쓰코시 이세탄 홀딩스 특별고문이다. 도쿄도 출신.

## 주요 경력
- 가이세이 고등학교 졸업
- 1972년 3월 : 도쿄 대학 법학부 졸업[1]
- 1972년 5월 : 미쓰코시 입사
- 2003년 2월 : 미쓰코시 집행 임원 업무부장
- 2004년 3월 : 미쓰코시 상석 집행 임원 경영기획부장
- 2005년 3월 : 미쓰코시 상무 집행 임원 영업기획부장
- 2005년 5월 : 미쓰코시 대표이사 사장 집행 임원 겸 영업기획본부장
- 2006년 2월 : 미쓰코시 대표이사 사장 집행 임원
- 2008년 6월 : 이세탄 이사
- 2011년 4월 : 미쓰코시 이세탄 이사 회장 집행 임원
- 2012년 2월 : 대표이사 회장 집행 임원
- 2012년 4월 : 미쓰코시 이세탄 대표이사 회장 집행 임원
- 2017년 6월 : 미쓰코시 이세탄 홀딩스 특별고문[2]